# Mont Aiona
Le mont Aiona est un sommet de la chaîne des Apennins, situé en Italie, dans la région de Ligurie. Il culmine à 1 701 mètres d'altitude.